# Cultura vicús

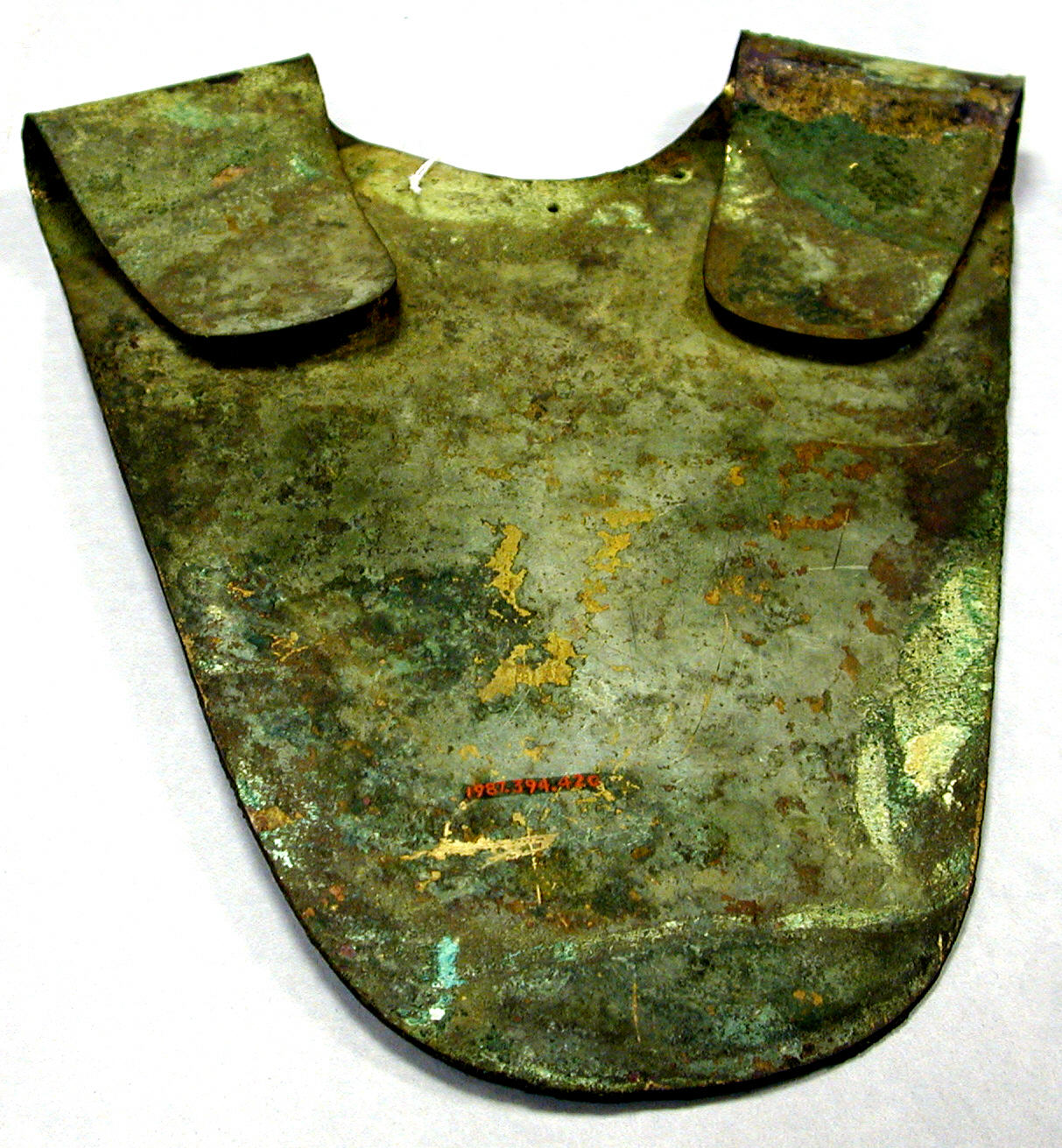
Pectoral ceremonial

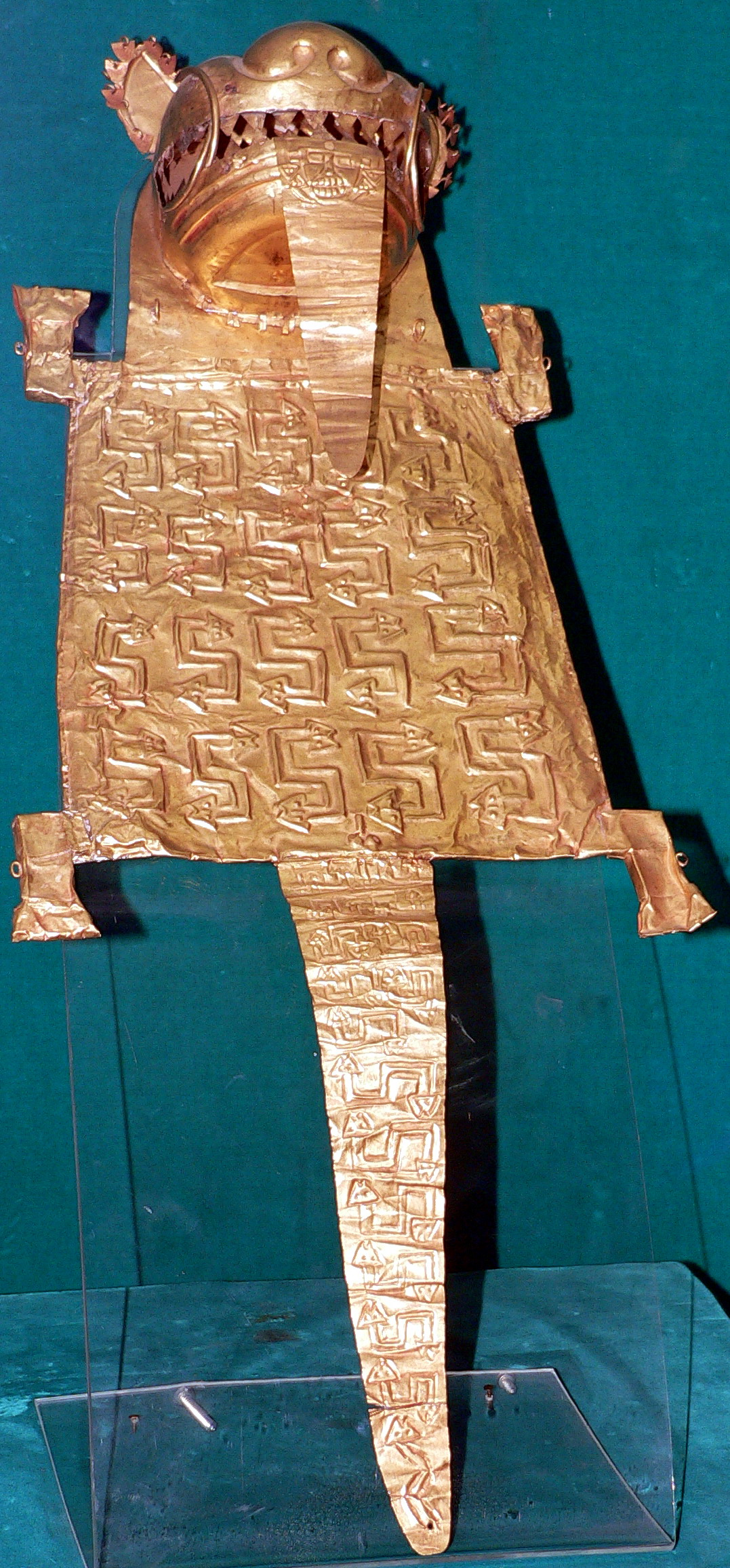
Bolsa ceremonial encontrada en Frías

La cultura vicús es una cultura arqueológica del Antiguo Perú que se desarrolló entre los años 500 a. C. y 400 d. C. en parte de la costa y sierra de Piura. Se descubrió en los años 60 mediante la huaquería ilegal. La gran mayoría de piezas de la mejor calidad se localizó dentro de la hacienda Pabur de Domingo Seminario Urrutia, quien fue el primero y único en denunciar este acto ilícito que ocurriría dentro de su propiedad a la Casa de la Cultura del Perú, siendo su director José María Arguedas.
En 1963 comenzó la fiebre de la huaquería, donde se extrajo muchas piezas arqueológicas que fueron a parar a países de Europa. Domingo Seminario Urrutia al ver esta comercialización ilegal comenzó a comprar cada pieza que le ofrecieron con la única finalidad de preservar las piezas en su lugar de origen y evitar la pérdida de información.
Por ello, Seminario Urrutia se pone en contacto con el Ministerio de Educación Pública y el Patronato Nacional de Arqueología donde contrata el 4 de enero de 1964 al antropólogo Ramiro Matos para que estudie esta nueva cultura. Asimismo, tenemos conocimiento de que Seminario contrató al arqueólogo Carlos Guzmán Ladrón de Guevara y al técnico José Casafranca Noriega.
Estimaciones efectuadas por el arqueólogo peruano Luis Guillermo Lumbreras formuló su esquema cultural tomando como base el criterio económico social. Lumbreras se ocupó de la cultura vicús a partir de 1979. aproximadamente, en la zona costera norte del Perú, en el curso inferior del río Piura, a 7 km del distrito de Chulucanas, en la provincia de Morropón, departamento de Piura. 
Su cultura se desarrolló en tres grandes etapas: 
- Etapa Chavín;
- Etapa de desarrollo regional
- Etapa de influencia Mochica.

La agricultura fue la base de su desarrollo económico. Se conoce que cultivaban calabaza o mate, maíz y algunos frutos, con sistemas de regadío avanzados, y el principal instrumento de control y explotación social, respaldados por un férreo militarismo. Un fuerte contingente de guerreros nobles recorría sus dominios para hacer cumplir los mandatos del soberano. Estas actividades se complementaban con la ganadería o la caza.

## Área geográfica
Vicús es el nombre de una de las culturas más importantes del Perú ubicada en los valles y en la costa de Piura, que se desarrolló desde el 500 a. C. a 500 d. C. También abarcó una pequeña parte al norte de Lambayeque que comprende el actual distrito de Olmos.
La denominación de Vicús se debe al nombre del lugar donde se encuentra el más importante cementerio: el cerro Vicús, 50 km al este de Piura.
Su área de influencia se extendió desde Tambo Grande y Salitral (parte alta del río Piura), hasta el norte en las provincias piuranas de sierra (Alto Piura)  como Morropón, Ayabaca, Huancabamba y probablemente hasta la Sierra Sur de Ecuador.
Vicús es una cultura que, al igual que Paracas en su fase inicial, se muestra como una expresión tardía de la etapa Chavín.

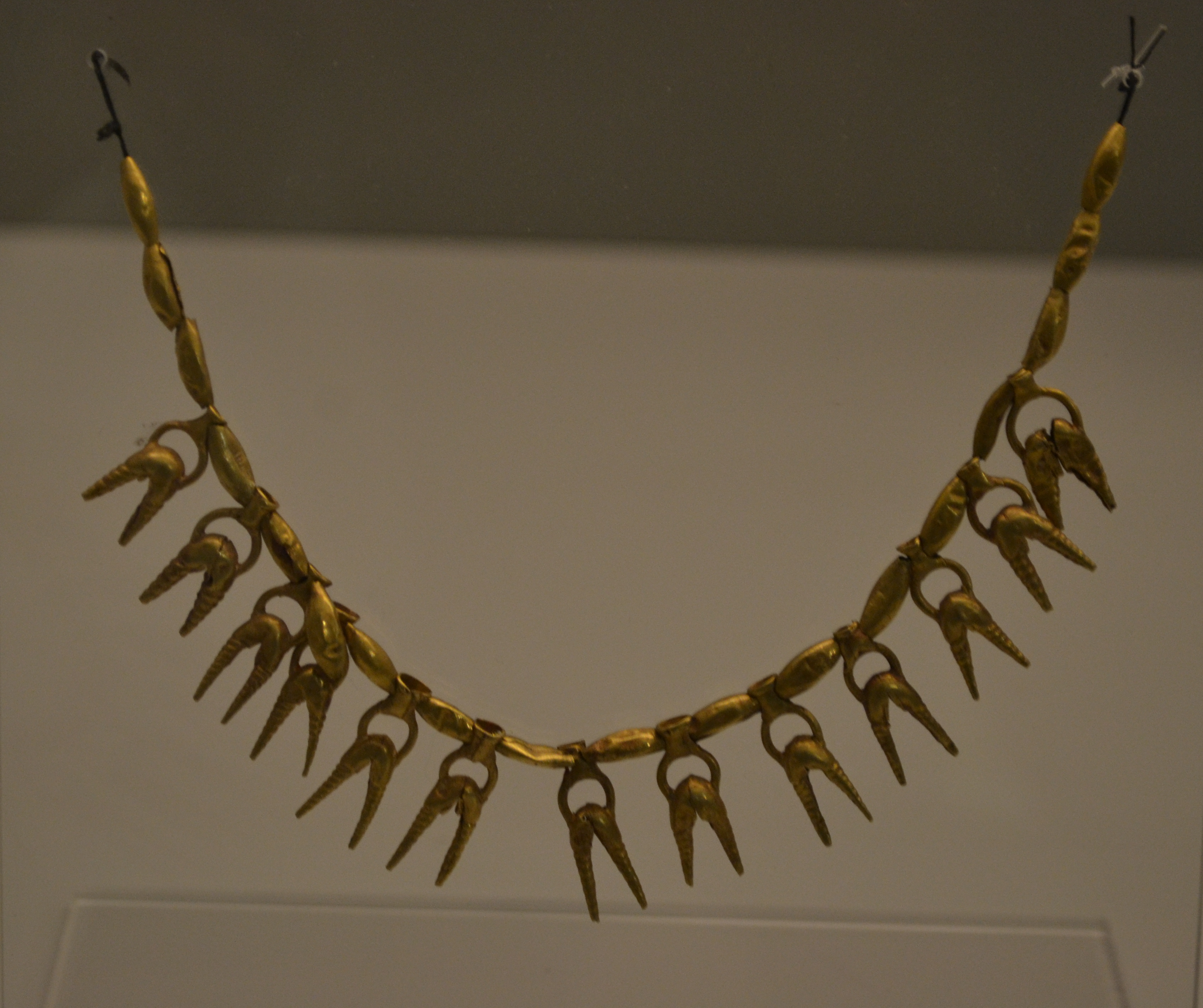
Collar con pendientes

Lamentablemente la depredación huaquera ha sido de tal alcance, que actualmente, con los objetos hallados, es imposible disponer de la información que la arqueología necesita para proceder a una adecuada reconstrucción de la vida de este pueblo por lo que la pérdida es irreversible.

## Vida social
Hasta ahora los arqueólogos no han podido ubicar las viviendas de los habitantes de la cultura Vicus. Tampoco han hallado restos de osamentas humanas. Solo se conocen los tesoros dejados en las tumbas. A falta de pruebas, poco se puede decir sobre esta cultura. 
Se supone que se dedicaron a la agricultura, irrigando los campos y abonándolos con guano de las islas para mayor producción. Cultivaron calabazas, zapallos, pallar, maíz y frutas. Se habrían alimentado con carne de llama, cuy, pato y conejo del monte. Las viviendas de la cultura Vicus, a juzgar por las representaciones en la cerámica, tuvieron techo a dos aguas, a causa de las fuertes lluvias que caen en la región. Estaban edificadas sobre un plano rectangular, con paredes de quincha, revestidas de barro. Tenían una sola pieza y asemejaban a los palafitos; es decir estaban construidas sobre estacas para evitar la humedad y la abundancia de parásitos. Algo curioso de la cultura Vicus es que las joyas se destinaban a los hombres y las mujeres que se colocaban vestidos sencillos.

## La agricultura y los canales de riego
Como todo pueblo sedentario, la agricultura fue sin duda la principal actividad económica. Hay numerosas piezas de cerámica que representan frutos de la tierra como calabazas, sandías, melones y zapallos. También frutas como chirimoyas. Así mismo se sembró el pallar, el maíz, la yuca y el algodón.
Debido a la temporalidad de las lluvias y por secarse los ríos después de los primeros meses del año, los hombres de Vicús construyeron canales y estanques.
El agua de riego ha sido pues durante todo el tiempo, problema para los piuranos. Los cronistas españoles se admiraron de esos canales hechos a mano que se construían en lo alto de las sierras piuranas, de ocho a diez pies de ancho y uno o dos estados de hondos.
Los canales construidos en esa época, hasta ahora son utilizados. Como instrumento de labranza usaron una palana que tenía la paleta de cobre y el mango de madera. Para fertilizar la tierra utilizaron el guano que traían de la isla de Lobos.

## Cerámica

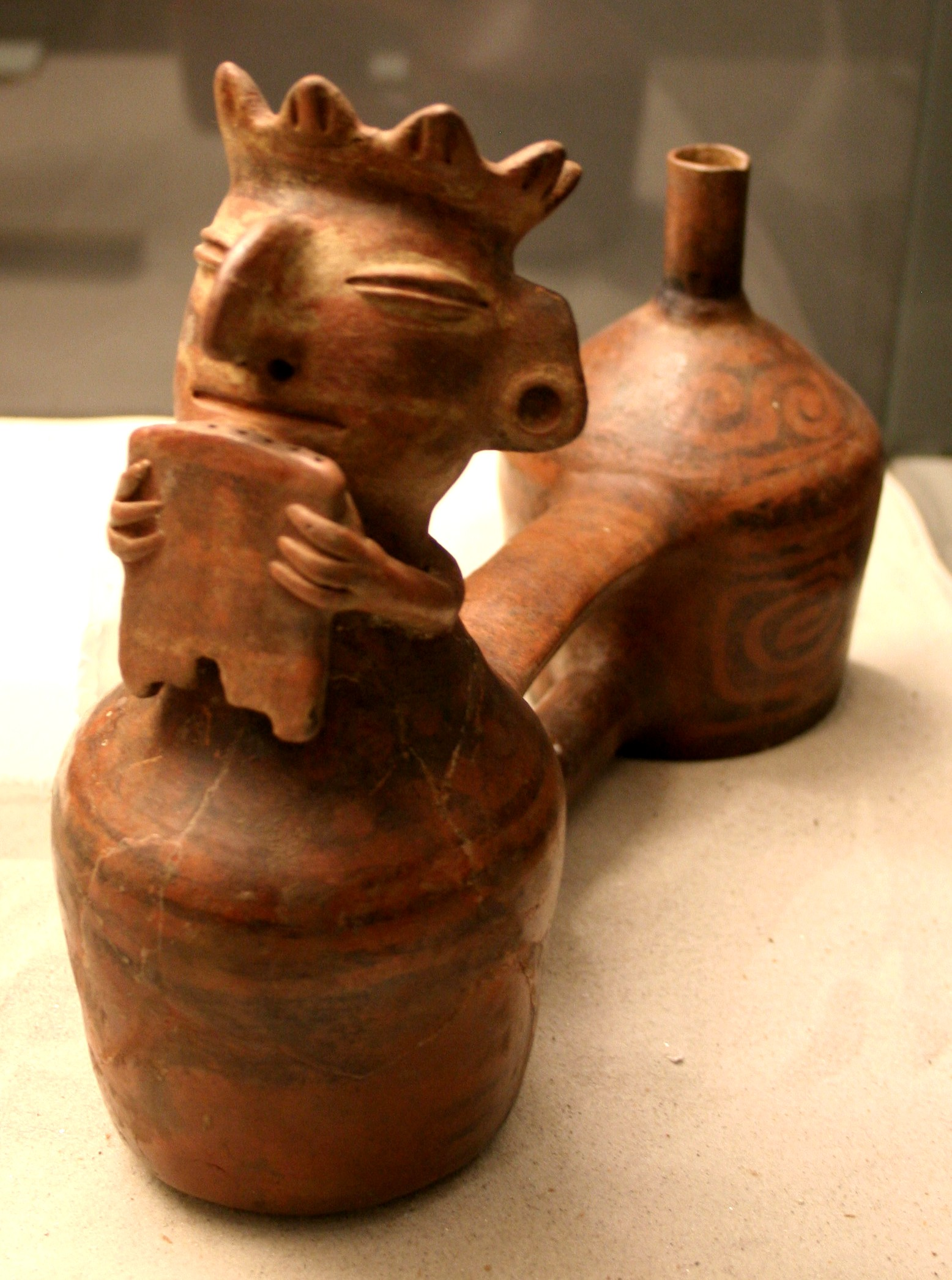
Botella antropomórfica. Museo Roemer Pelizaeus, Hildesheim.

La colección Domingo Seminario Urrutia fue la más importante donde este exsenador y hacendado con el afán de dar a conocer más de esta cultura llega a exhibir en múltiples oportunidades su valiosa colección a nivel nacional. También cabe resaltar que Seminario tuvo un éxito rotundo exhibiendo esta colección en el Galería Nacional de Arte en Washington D. C., Museo Solomon R. Guggenheim en Nueva York como también en museos en México y Brasil.
Los Vicús hicieron dos clases de cerámica:
- Uso doméstico: ollas, platos y vasijas de uso diario.
- Tipo ornamental: usadas mayormente en ceremonias.

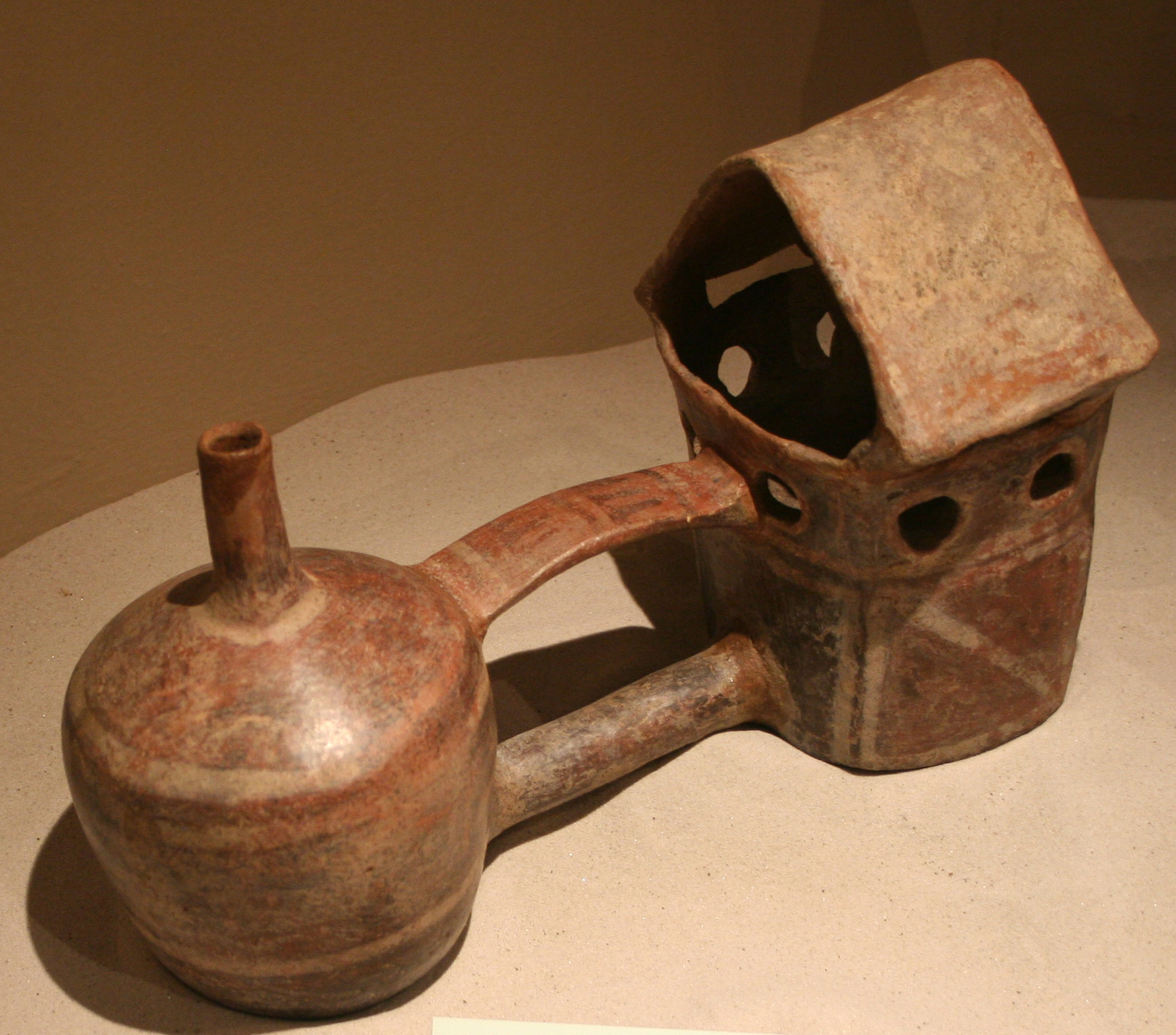
Huaco doble con representación de una vivienda, en el Walters Art Museum.

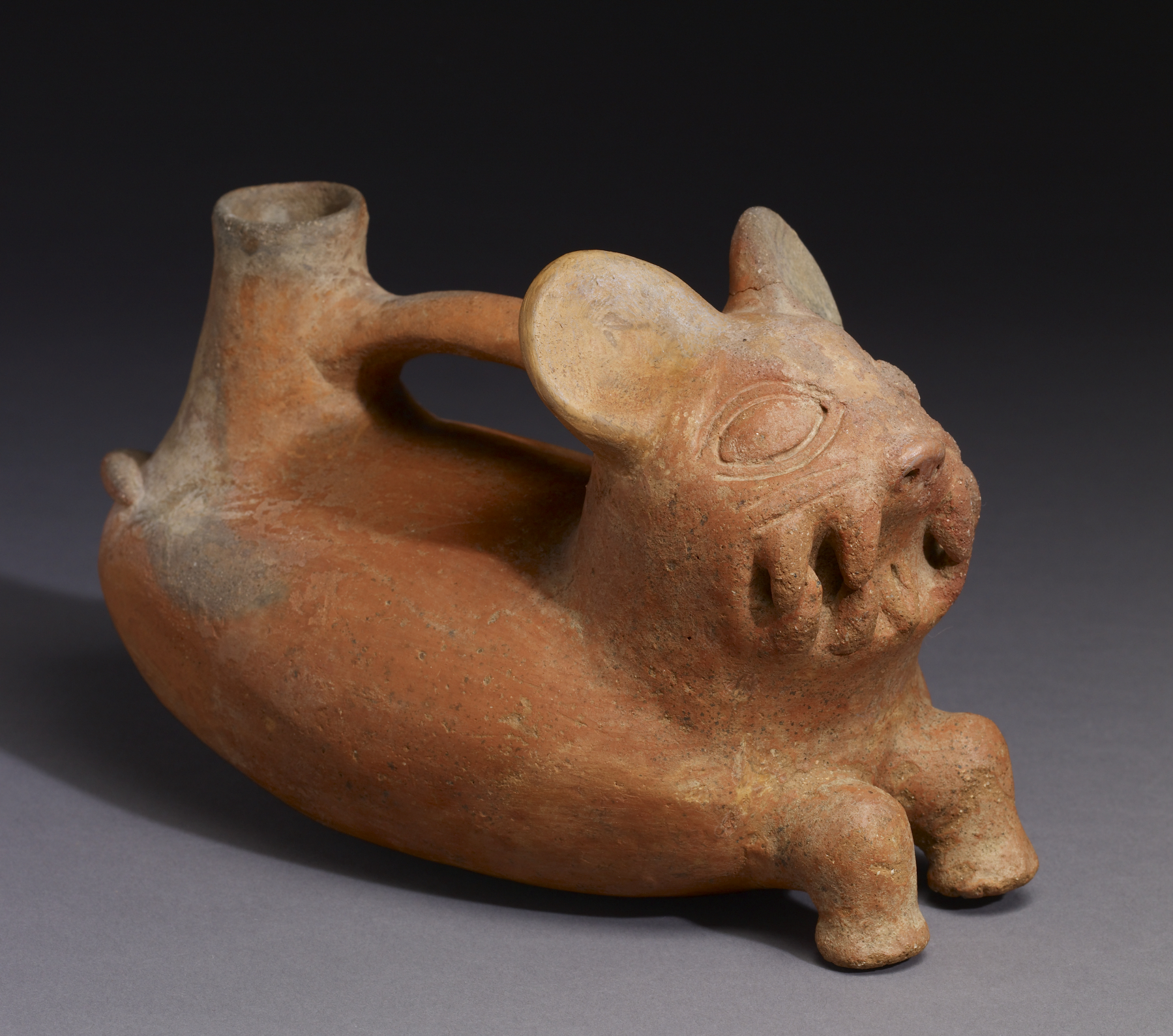
Huaco vicús felino en el Walters Art Museum.

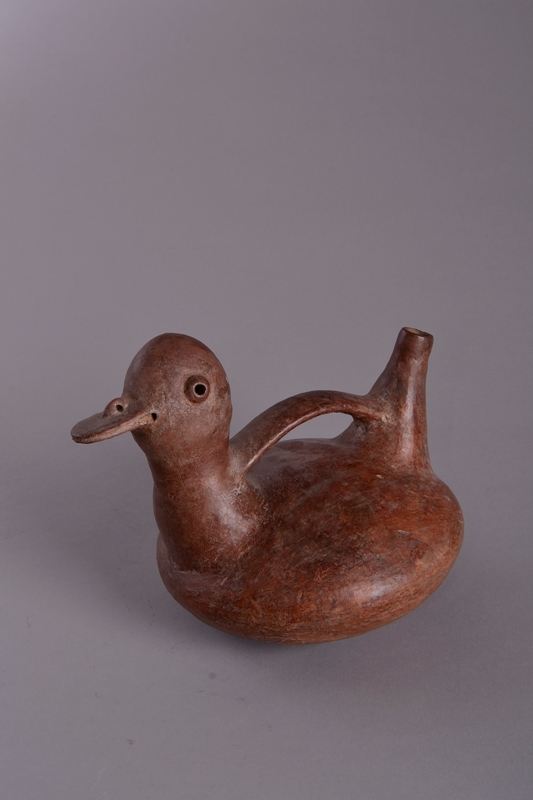
huaco vicús representando a un pato

## Metalurgia
Llama la atención la gran variedad y cantidad de objetos metálicos que produjeron (orejeras, narigueras, pectorales, barras o bastones, pequeños adornos, instrumentos de labranza) y el amplio dominio de las técnicas metalúrgicas: los Vicús comparten con las culturas norandinas el trabajo en oro u oro bañado en una sola pieza carente de articulaciones, y con las culturas centroandinas, el plateado y el amalgamado facilitado por el uso del mercurio. Son particularmente impresionantes la belleza de las piezas de cobre dorado y algunas de plata pura. Los objetos de metal del estilo Vicús tienen características muy particulares, ya que se han utilizado las técnicas de dorado, cuya área de difusión corresponde a la cuenca del alto Piura.
Los vicús desarrollaron en metal una gran cantidad de artículos para el adorno personal, como orejeras, máscaras, narigueras, cuentas de collar, láminas, coronas y tocados con lentejuelas y plumas que producen sonidos con el movimiento, además de sonajeras propiamente tales. Muchos de estos artículos eran adornados con motivos antropomorfos, zoomorfos, geométricos e híbridos.

### Orfebrería
Si en Vicús se han extraído las mejores piezas de cerámica, ha sido en cambio en Frías (Ayabaca), en donde se han extraído los mejores objetos trabajados en metal en su mayoría todos encontrados a modo de ofrendas funerarias. Se trabajó en el oro, la plata y el cobre mediante el sistema de martillado, repujado y moldeado. Al hacer las joyas utilizaban conchas de perla traída de Sechura y no pocas veces perlas y esmeraldas, o turquesas. Existen objetos de cobre enchapados en oro y en algunas sepulturas muy profundas se llegaron a encontrar narigueras de oro y plata, orejeras también de metal fino y vasos del mismo material. Sin embargo, en Frías, Ayabaca, los objetos se muestran superiores: esculturillas antropomorfas de oro en láminas soldadas (La Venus de Frías y El Hombre de Frías), cabezas zoomorfas de lengua móvil, colgajos y pinzas depilatorias, hilos acordonados y otros objetos evidencian trabajo mayor y orífices de calidad.

### Venus de Frías
La Estatuilla de Frías llamada también la Venus de Frías, esta figura fue trabajada en oro fino de 24 quilates y luce engastes de platino. Mide 15,4 cm de alto y su peso es de 60 gramos. 

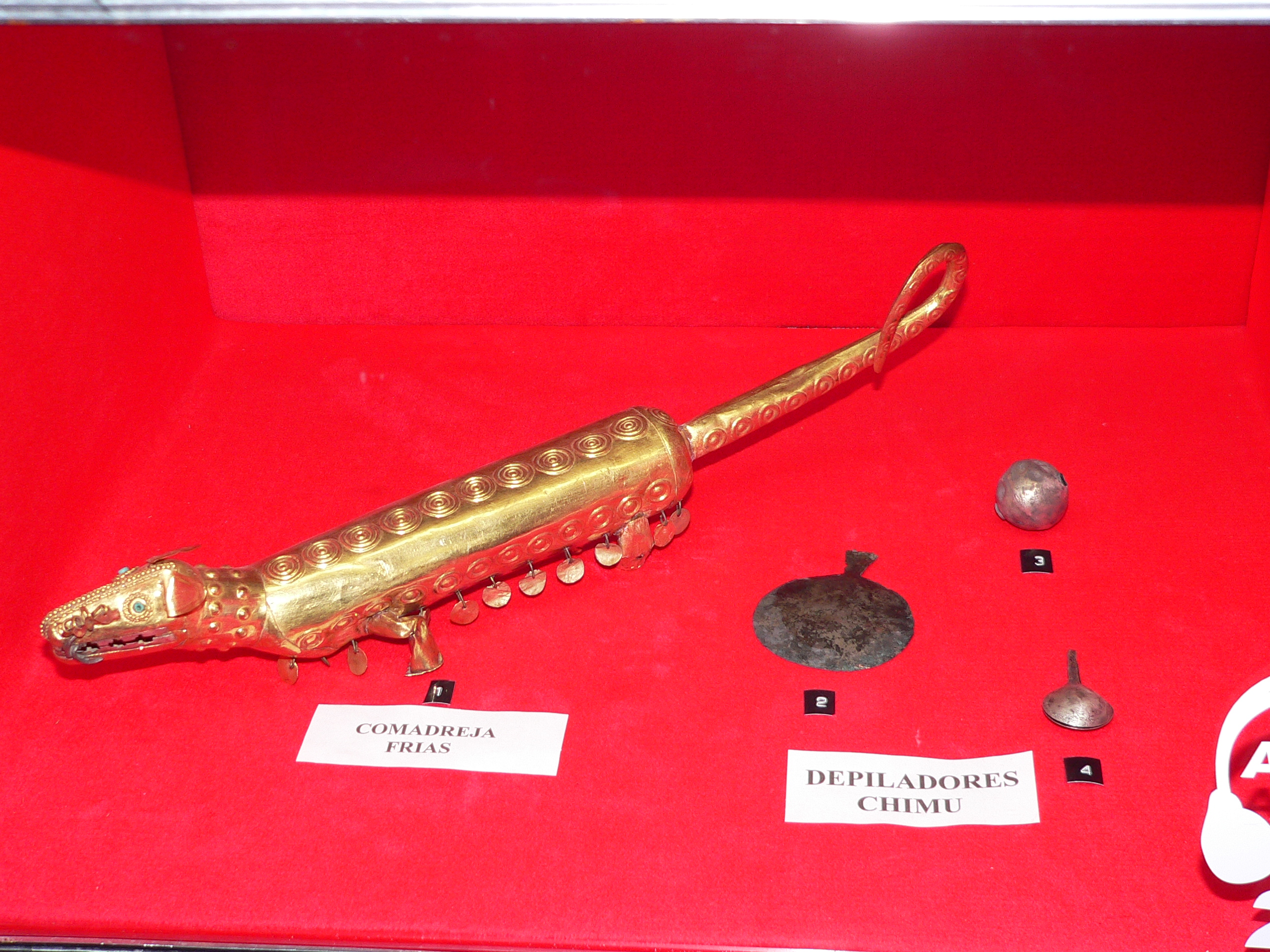
A la izquierda, una comadreja de oro encontrada en Frías

## Arquitectura

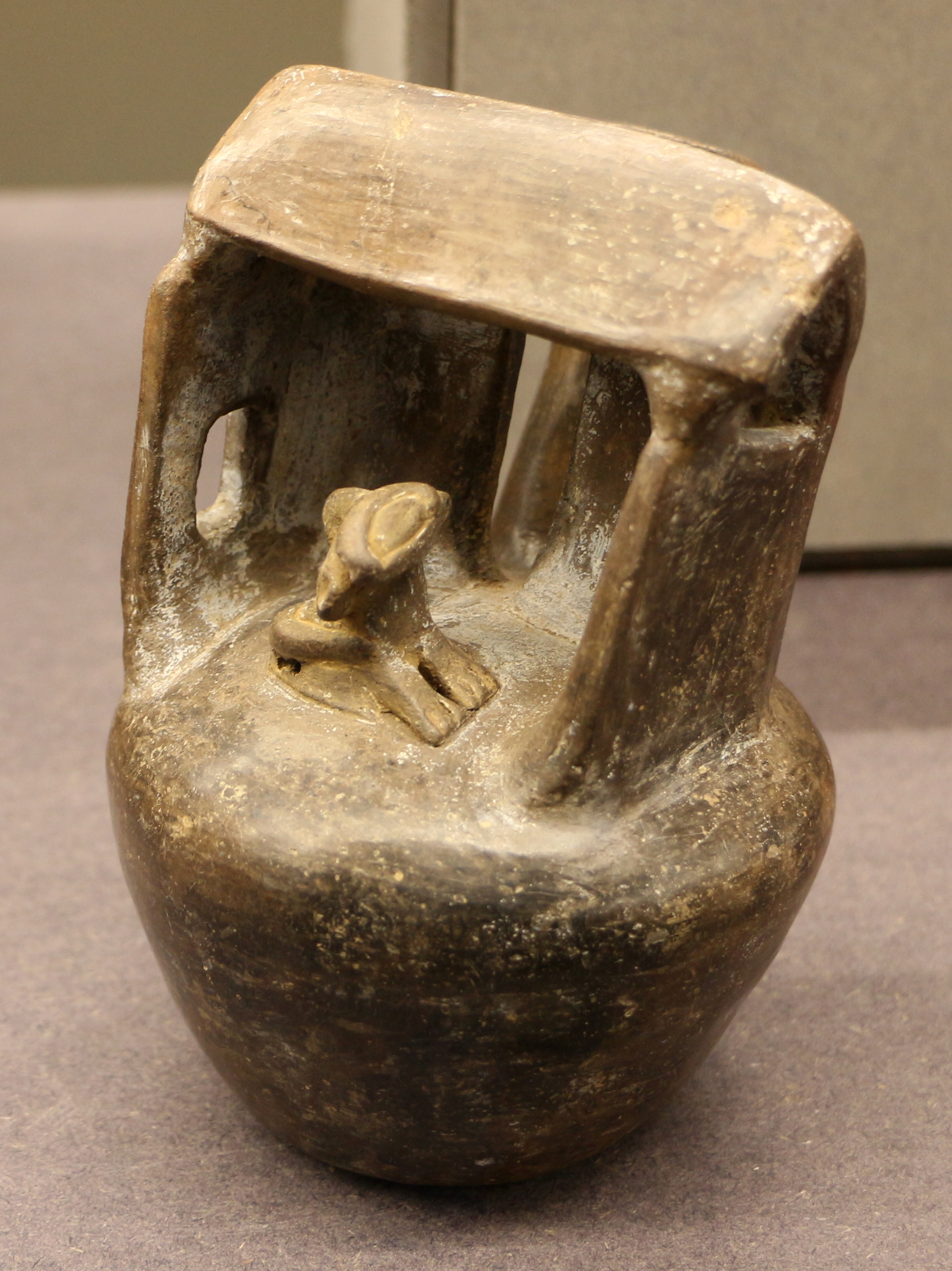
Vivienda vícus con un felino adentro

La arquitectura Vicús estaba organizada en función de la posición que presentaban los cuerpos celestiales, como el sol, la luna y las estrellas, estando ligados al parecer a la religión y su adoración a los astros. Eran construcciones hechas en su totalidad de barro y algunas otras eran hechas de adobe, todas estas construcciones poseían tragaluces y estaban dotadas de techos inclinados.
En el caso de Ñañañique y cerro Vicús hay mayor información sobre la arquitectura. Estos sitios presentaban la función de centro ceremonial y administrativo; en el cual podemos observar una plataforma principal, ambientes distintos (ceremoniales y residenciales) y un cementerio. Dicha plataforma es de tres metros de alto, y tiene una extensión total de una hectárea. En el conjunto habitacional hay tres ambientes principales, cada uno de 13 metros de largo y 6 de ancho. Todos los ambientes están generalmente delimitados por hileras de piedras

## Textilería
Tenían una gran facilidad para los trabajos manuales, sin embargo, en los trabajos que poseían una dificultad media o que requerían un trabajo más intenso se ayudaron de varias herramientas y debía ser llevado a cabo mediante la utilización y seguimiento de varias técnicas.
Este es el caso de la cerámica y la metalurgia, trabajos en los que más resaltaron, sin embargo, el área textil es bastante simple y sencilla y los vicus no resaltan específicamente en este tema, eso si, realizaban alguna de sus prendas más simples y también realizaban las que iban a usarse en alguna manifestación cultural o fiesta religiosa, el resto de su vestuario era tomado de la naturaleza o adquirido de otras etnias a través del trueque por productos en lo que si resaltaban en su realización.

## Escultura
Las esculturas en piedra y principalmente la metalurgia son expresiones representativas de esta cultura. Las primeras son simples esbozos de figuras de hombres y mujeres en la superficie de las piedras que se acompañan de incrustaciones.